# PSTPIP1
PSTPIP1 (англ. Proline-serine-threonine phosphatase interacting protein 1) – білок, який кодується однойменним геном, розташованим у людей на короткому плечі 15-ї хромосоми. Довжина поліпептидного ланцюга білка становить 416 амінокислот, а молекулярна маса — 47 591.
| 10         |  | 20         |  | 30         |  | 40         |  | 50         |
| ---------- |  | ---------- |  | ---------- |  | ---------- |  | ---------- |
| MMPQLQFKDA |  | FWCRDFTAHT |  | GYEVLLQRLL |  | DGRKMCKDME |  | ELLRQRAQAE |
| ERYGKELVQI |  | ARKAGGQTEI |  | NSLRASFDSL |  | KQQMENVGSS |  | HIQLALTLRE |
| ELRSLEEFRE |  | RQKEQRKKYE |  | AVMDRVQKSK |  | LSLYKKAMES |  | KKTYEQKCRD |
| ADDAEQAFER |  | ISANGHQKQV |  | EKSQNKARQC |  | KDSATEAERV |  | YRQSIAQLEK |
| VRAEWEQEHR |  | TTCEAFQLQE |  | FDRLTILRNA |  | LWVHSNQLSM |  | QCVKDDELYE |
| EVRLTLEGCS |  | IDADIDSFIQ |  | AKSTGTEPPA |  | PVPYQNYYDR |  | EVTPLTSSPG |
| IQPSCGMIKR |  | FSGLLHGSPK |  | TTSLAASAAS |  | TETLTPTPER |  | NEGVYTAIAV |
| QEIQGNPASP |  | AQEYRALYDY |  | TAQNPDELDL |  | SAGDILEVIL |  | EGEDGWWTVE |
| RNGQRGFVPG |  | SYLEKL     |  |            |  |            |  |            |

A: Аланін

C: Цистеїн

D: Аспарагінова кислота

E: Глутамінова кислота

F: Фенілаланін

G: Гліцин

H: Гістидин

I: Ізолейцин

K: Лізин

L: Лейцин

M: Метіонін

N: Аспарагін

P: Пролін

Q: Глутамін

R: Аргінін

S: Серин

T: Треонін

V: Валін

W: Триптофан

Кодований геном білок за функцією належить до фосфопротеїнів. 
Задіяний у таких біологічних процесах, як клітинна адгезія, імунітет, вроджений імунітет, запальна відповідь, ендоцитоз, альтернативний сплайсинг. 
Локалізований у клітинній мембрані, цитоплазмі, цитоскелеті, мембрані, клітинних відростках.